# Javi de Castro
Javi de Castro (Lleó, 1990) és un autor de còmic espanyol, guanyador del Premi a l'autor revelació al Saló Internacional del Còmic de Barcelona de 2016.
Va iniciar-se editant els seus propis fanzines com Oiga mire o Agustín, va col·laborar amb webcòmics i va treballar com a il·lustrador per Ilustrafobia. La seva primera novel·la gràfica fou Sandía para cenar, editada per Thermozero Còmics el 2014. L'any següent va publicar La última aventura, amb guió de Josep Busquet. Aquesta obra li va valer la proclamació d'Autor revelació a la 34a edició del Saló Internacional del Còmic de Barcelona. El 2016 publicà Que no, que no me muero, amb guió de María Hernández Martí.

## Referències

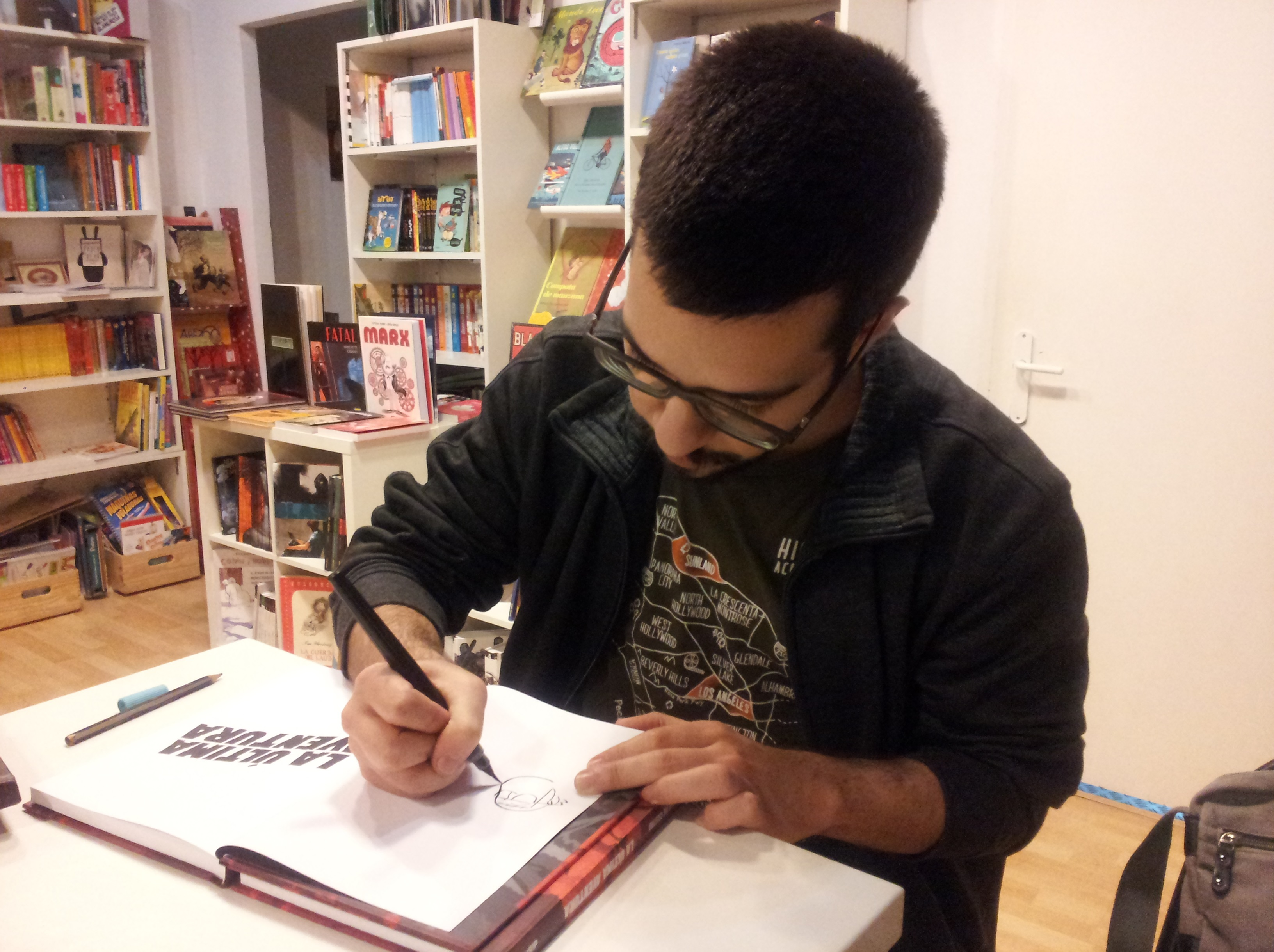
Javi de Castro signant exemplars (2015).